# Sechín

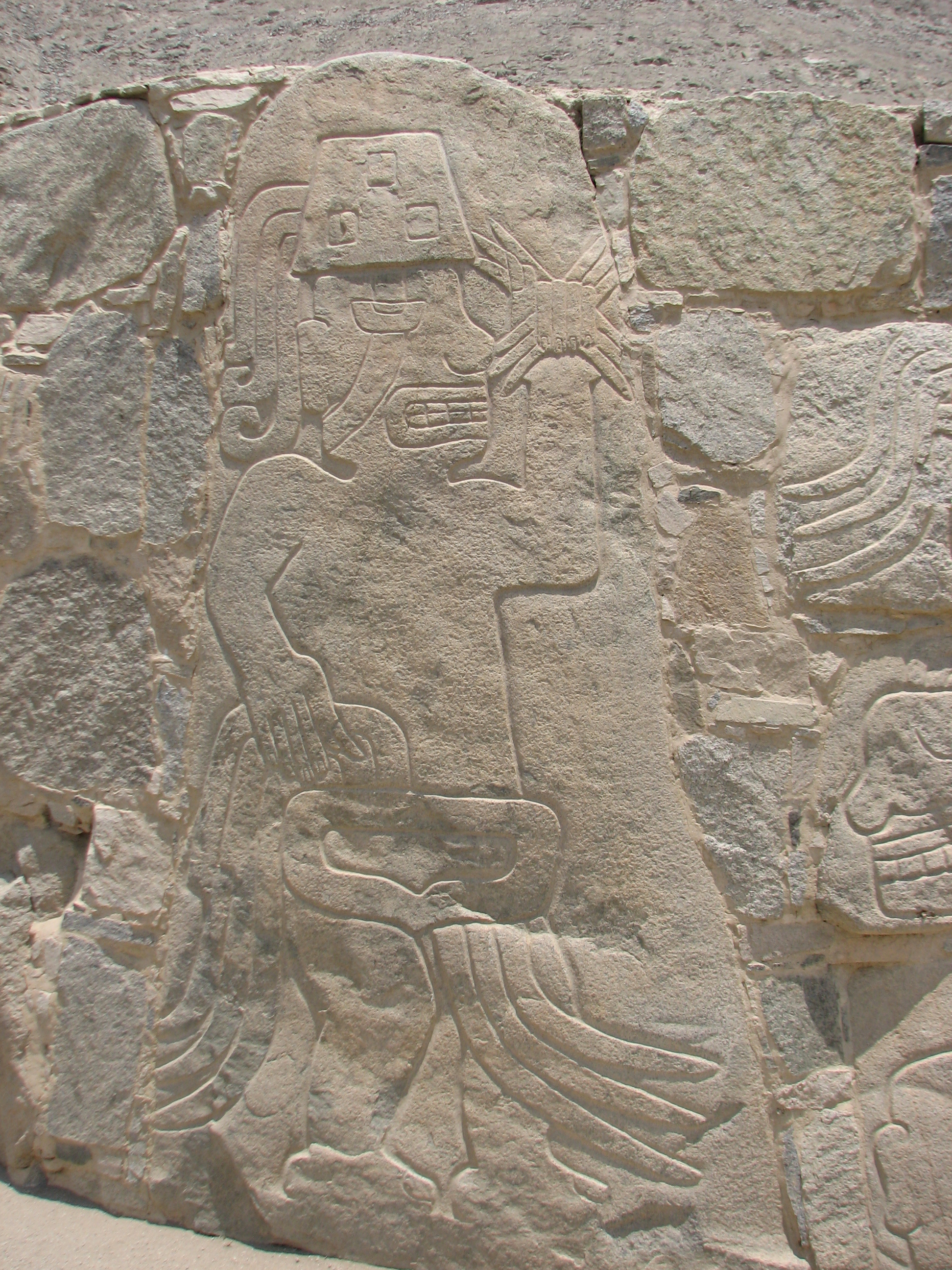
Relieve de la fachada pétrea de Cerro Sechín, que representa posiblemente a un sacerdote-guerrero.

Cerro Sechín, también conocido como Sechín de las Estelas o simplemente Sechín, es un yacimiento arqueológico ubicado en la provincia de Casma del departamento de Áncash, en el Perú, a una altitud de 90 m s. n. m. (metros sobre el nivel del mar) y a cinco km de la ciudad de Casma, capital de la provincia, cerca de la confluencia de los ríos Sechín y Casma. Fue descubierta por el arqueólogo peruano Julio César Tello en 1937 y desde el año 2019 viene siendo investigado por la arqueóloga peruana Mónica Suárez Ubillus. Se considera que fue la capital de toda una cultura, a la que se denominó Cultura Sechín. Es de finales del arcaico tardío y de inicios del formativo Inicial. Rasgo distintivo de este monumento es su fachada enchapada con monolitos de caras planas, sobre las que se hallan grabadas figuras en relieve, que en conjunto parecen escenificar sacrificios humanos.
Cerca de este sitio se hallan otros dos complejos arqueológicos del mismo nombre: Sechín Alto y Sechín Bajo.

## Cronología
El Cerro Sechín ha sido objeto de una excavación y estudio muy riguroso. Se han reconocido dos edificios principales, uno hecho en barro y otro en piedra. El de barro o adobes, el más antiguo, muestra remodelaciones en tres fases, que han sido fechadas entre los años 2400 y 2300 a. C. O sea, prácticamente cubriendo a esta estructura de barro, se eleva un edificio de piedra, cuya característica más importante es su fachada de bloques líticos decorados con relieves, que representan a “guerreros-sacerdotes” y cuerpos mutilados, que se consideraban ofrendas a los dioses. Este edificio de piedra se terminó de construir antes de año 2000 a. C. pero permaneció en uso aproximadamente hasta el 1500 a. C. Es decir, es anterior a la cultura Chavín.

## Descripción

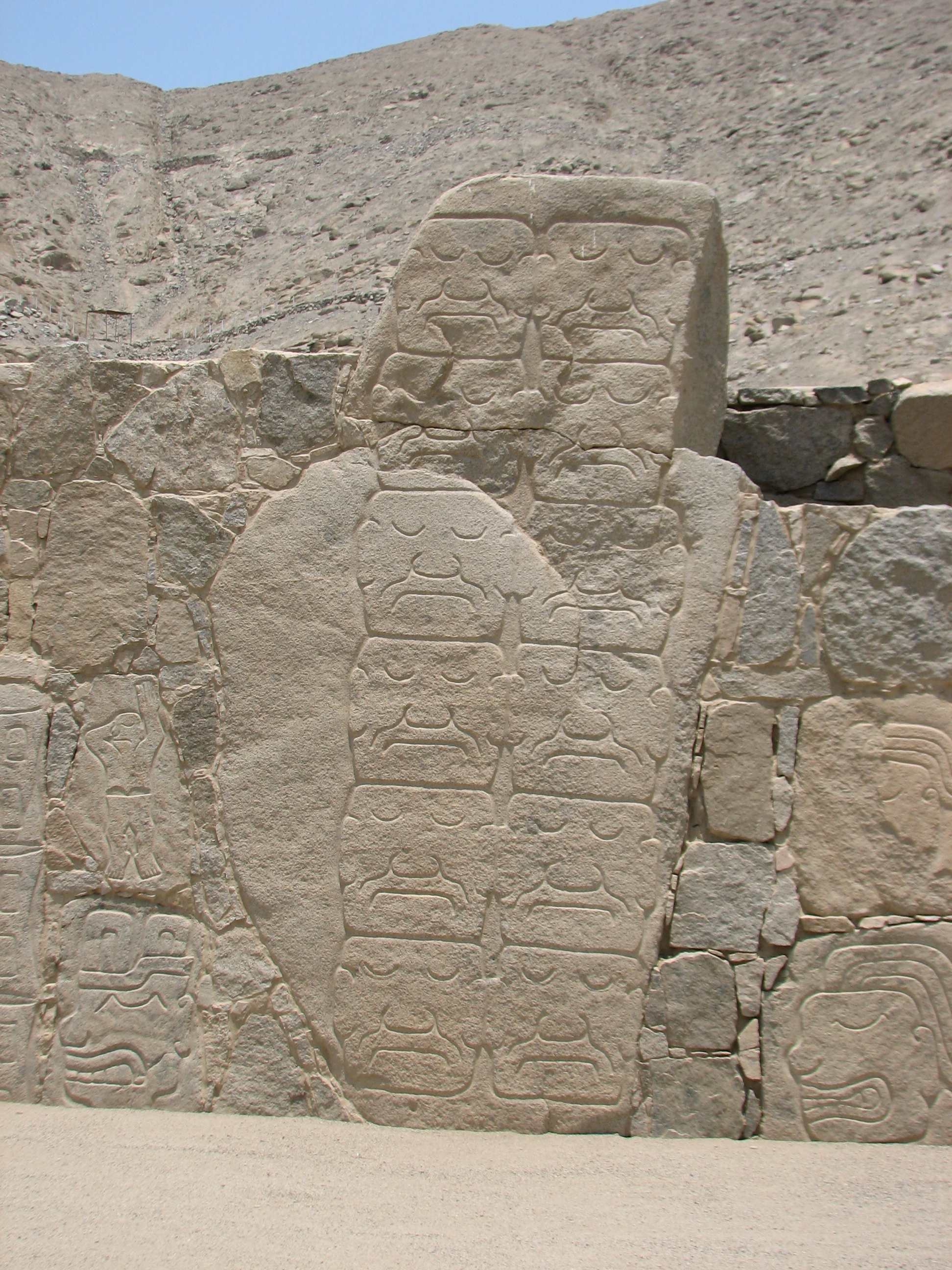
Relieve de Sechín que representa cabezas apiladas.

Aunque la zona ocupa aproximadamente cinco hectáreas, el área de monumentos se agrupa en una sola hectárea. Básicamente, como ya quedó dicho, está constituido por un edificio principal o central, hecho de piedra, que encierra a otro edificio o estructura de adobes cónicos. Flanqueando el conjunto se hallan otros dos edificios (edificio A y edificio C) y dos plataformas (plataforma Julio César Tello y plataforma Rafael Larco).
La edificación principal es rectangular, con esquinas redondeadas y con un muro perimétrico de monolitos o estelas grabadas, que es de construcción más temprana. Una doble escalera lleva a su cima, a unos 4 metros de altura, pero ya no existen allí edificios pues fueron arrasados por los aluviones.
Los personajes representados en los monolitos de las fachadas son de dos clases: los guerreros-sacerdotes (ataviados con un arma o cetro) y las víctimas descuartizadas o sus despojos (cabezas principalmente, extremidades, ojos ensartados, intestinos, vértebras y vísceras), creando una escena sombría. Cabe destacar que todas estas figuras representan a humanos, sin presencia de semidioses o animales..
El edificio interior de adobe tiene por lo menos dos fases constructivas identificadas en las cuales la decoración principal de la primera fase son dos felinos policromos representados de perfil flanqueando el acceso a la cámara sagrada, dos peces realizados mediante líneas incisas sobre la pared de barro todavía húmedo ubicados en la fachada norte de la segunda fase constructiva y otra figura, representando a un hombre boca abajo y sangrando.

## Área monumental
A fin de evitar confusiones, se debe diferenciar claramente los sitios que comparten el nombre de SECHÍN, en el valle de Casma. En la misma margen del río Sechín, al noreste, se encuentra el complejo de Sechín Alto, considerado el mayor conjunto arquitectónico del Perú, pues abarca de 300 a 400 hectáreas. Pertenece también al Formativo.
El otro complejo es Sechín Bajo, más cercana a Cerro Sechín pero en la otra margen del río. Este sitio fue excavado desde la década de 1990 y en su estrato más profundo se halló, en el año 2008, los restos de una plaza circular de piedra y barro, del Arcaico Tardío, con una antigüedad de 3500 a. C.

## Interpretación de los relieves líticos
Las figuras labradas en las piedras que exornan la fachada del monumento han tenido diversas interpretaciones. Para su descubridor, Julio C. Tello, son escenas de batallas, labradas en conmemoración de una gran victoria obtenida en aquel lugar, tesis que defendió también Arturo Jiménez Borja. Otra teoría es que el sitio era un laboratorio de altos estudios anatómicos, lo que explicaría la exposición explícita de diversos partes del cuerpo humano, como vísceras y huesos. Una posición marxista ha sostenido que es la representación de una rebelión popular aplastada sangrientamente por la élite gobernante. Para Federico Kauffman Doig se trataría de una escenificación de sacrificios humanos, en el marco de un culto propiciatorio del sustento, para contrarrestar las hambrunas causadas por sequías u otros embates de la naturaleza.

## Importancia y significado

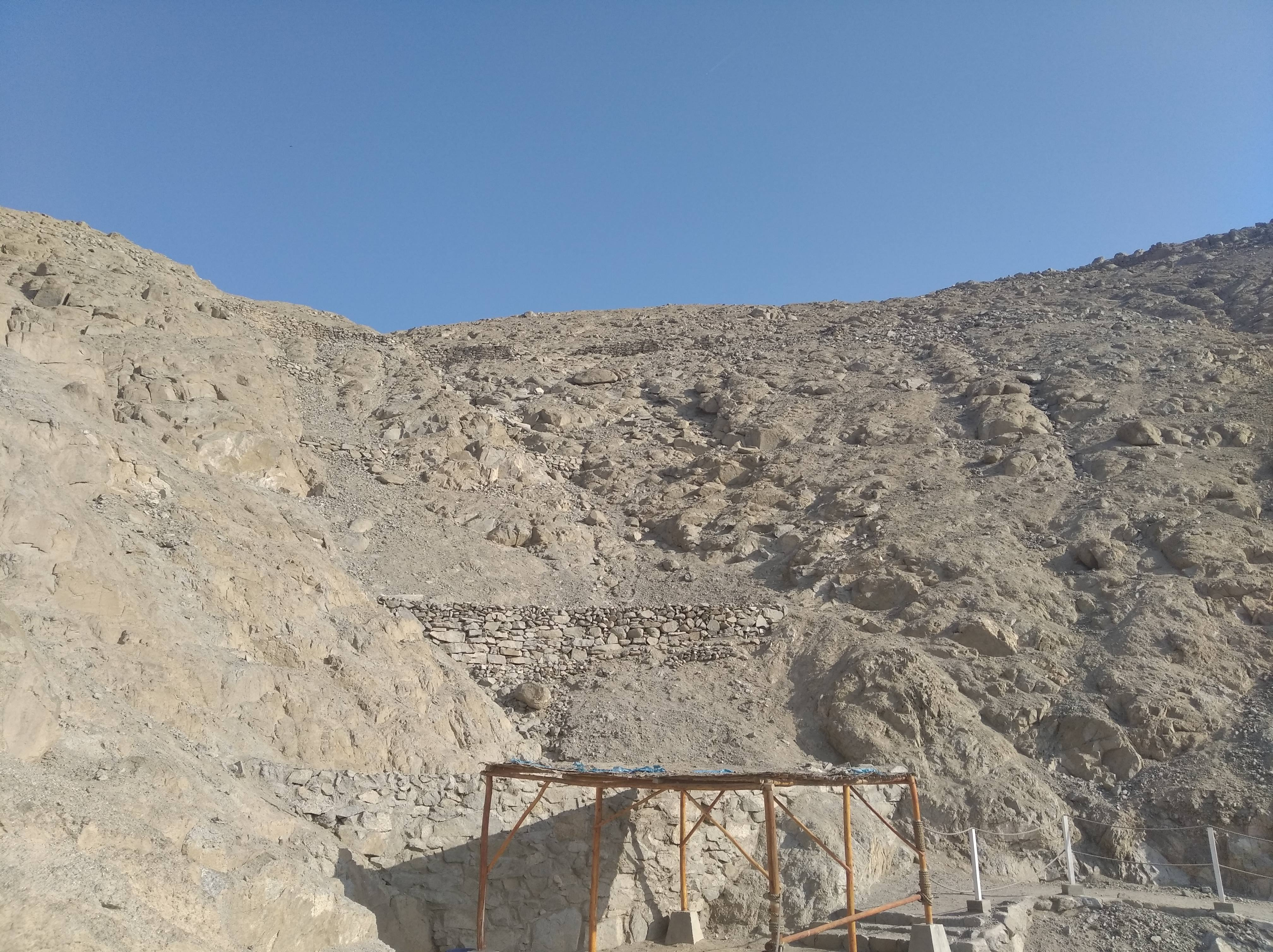
Vista de la cima del cerro Sechín desde la explanada principal. Sobre esta cumbre se emplaza un pucará cuya función probablemente era de un reducto al cual acudían los gobernantes del sitio durante conflictos.

Tello sostuvo que este monumento era la prueba de la influencia de la cultura Chavín en el valle de Casma. Sin embargo, hoy sabemos con certeza que Sechín es anterior al santuario de Chavín, y que más bien es la precursora de la arquitectura y la iconografía chavinense.

## Proyecto Arqueológico Cerro Sechín

### 2019-2020
Luego de 34 años de ausencia de investigaciones arqueológicas en Cerro Sechín, la arqueóloga peruana Mónica Suárez Ubillus inició en agosto de 2019 la primera temporada de excavaciones arqueológicas realizando trabajos en el edificio principal, uno de los hallazgos reportados por el proyecto para el nivel superior de ocupación tardía fue el de un cánido en muy buen estado de conservación, además de importantes evidencias arquitectónicas de barro de más de cinco mil años de antigüedad actualmente el proyecto se encuentra en ejecución en la etapa de diagnóstico de conservación y talleres con la comunidad.